# Weißer Klarapfel
Der Weiße Klarapfel (kurz: Klarapfel oder regional auch Kornapfel) ist eine alte Tafelobstsorte des Kulturapfels (Malus domestica). Er zeichnet sich durch eine außergewöhnlich frühe Genussreife aus, die bereits Mitte bis Ende Juli erreicht wird. Aufgrund seines von einigen als wenig ansprechend wahrgenommenen Geschmacks und seiner geringen Haltbarkeit wird er heutzutage kaum noch wirtschaftlich angebaut.

## Frucht

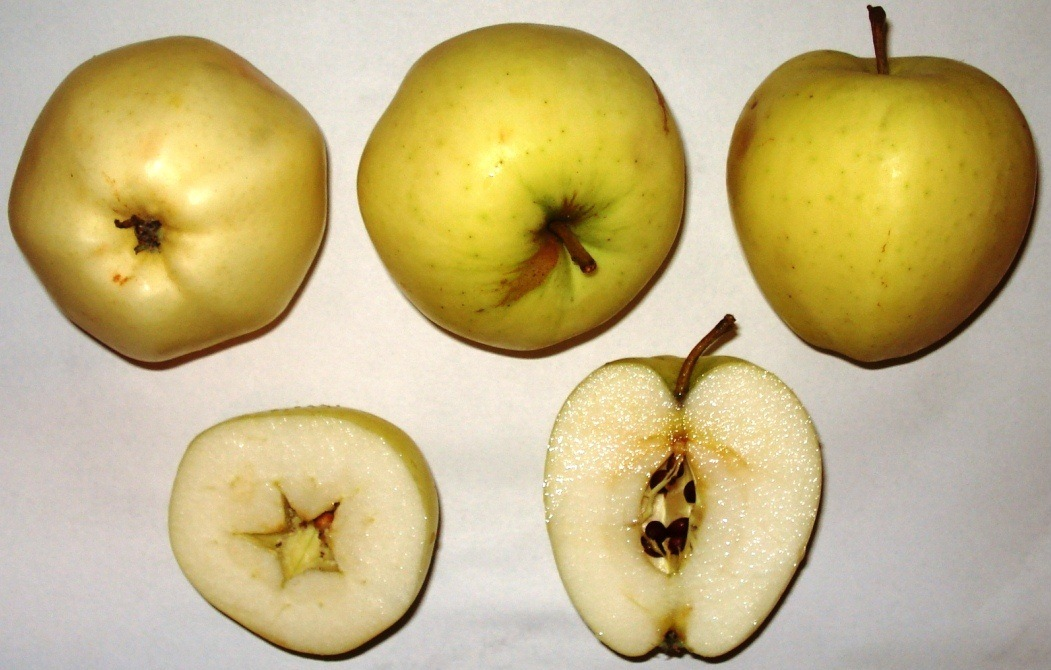
Klaräpfel

Die Früchte sind mittelgroß bis groß, 45 bis 55 mm hoch sowie 58 bis 73 mm breit und neigen zu unsymmetrischer Gestalt. Die Schale ist dünn und glatt, sie hat eine sehr gleichmäßige grünlich-weiße Farbe, die mit der Reife in ein weißliches Gelb übergeht. Die Schale ist bepunktet und leicht bewachst. Das Fruchtfleisch ist von weißer bis hellgelber Farbe, mildsäuerlich und saftig. Nach der Ernte wird es jedoch schnell mehlig und trocken. Der Vitamin-C-Gehalt ist mittelmäßig. Die Stielhöhle ist mitteltief und häufig leicht berostet, der Stiel ist lang und dünn. Der Kelch sitzt ebenfalls in einer tiefen Höhle, von der Rippen ausgehen, die sich über weite Teile der Frucht ziehen.
Der Baum blüht früh bis mittelfrüh und langanhaltend. Der weiße Klarapfel ist ein Sommerapfel, die Äpfel reifen bereits Mitte bis Ende Juli. In manchen Gegenden wird er deshalb auch  als „Jakobiapfel“ bezeichnet, weil bereits um den Festtag des Heiligen Jakobus am 25. Juli die ersten Früchte reifen.
Die Sorte eignet sich gut für Apfelmus und Apfelstrudel, aber auch als Tafelapfel. Da der Apfel sehr druckempfindlich und nur etwa zwei bis drei Wochen lagerfähig ist, ist er heute im Erwerbsanbau unbedeutend, weil seit der Einführung von modernen Obstlagern wesentlich besser schmeckende Äpfel aus dem Vorjahr vorhanden sind. Apfelsaft aus Klaräpfeln ist eher ungewöhnlich, aber möglich.

## Baum
Der Baum wächst zunächst mittelstark. Mit dem üblicherweise früh einsetzenden Ertrag schwächt der Wuchs ab. Die Krone ist mittelgroß und breitkugelig und erfordert regelmäßigen Schnitt. Die Triebe sollten kurz gehalten werden, da die Augen nur selten austreiben und die Gefahr besteht, dass nur kleine Früchte wachsen. Die Sorte eignet sich nicht für kleine Baumformen.
Der Anbau ist auch in höheren Lagen möglich. Verschiedene Quellen widersprechen sich darin, ob der Baum überdurchschnittlich nährstoffreiche Böden für einen guten Ertrag benötigt. Die Sorte ist anfällig für Blutlaus und Obstbaumkrebs und bei Trockenheit besteht Mehltaugefahr. Das Holz ist relativ frosthart, aufgrund des frühen Blühzeitpunkts besteht jedoch eine gewisse Frostgefahr für die Blüten.
Die Sorte ist diploid und daher ein guter Pollenspender.

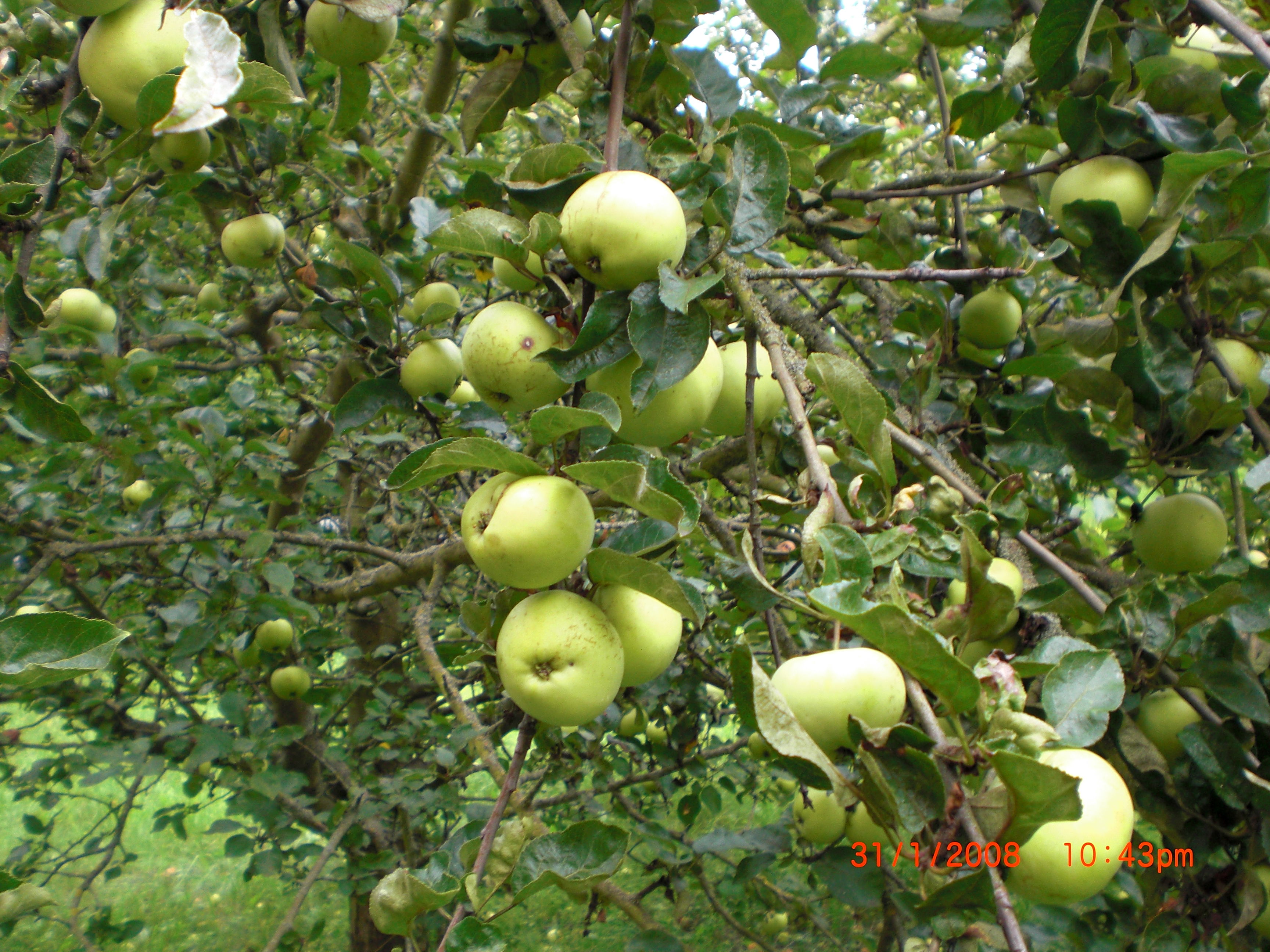
Klarapfel

## Geschichte und Bezeichnungen
Der Klarapfel stammt aus Riga (Lettland) aus der Gärtnerei Wagner. 1852 wurde er nach Frankreich geliefert und von dort über die Baumschule Leroy über Europa verbreitet. In Rheinland-Pfalz ist die Sorte seit 1844 verzeichnet und auch heute noch recht verbreitet anzutreffen.
Der Klarapfel ist unter vielen Bezeichnungen bekannt. Vermutlich auf Grund eines Missverständnisses wird er auch Klara-Apfel genannt. Da er vermutlich oft in noch nicht geerntete Felder fiel, sind auch die Namen Kornapfel, Weizenapfel, Haferapfel und Ährenapfel bekannt. Eine andere Deutung des Namens "Kornapfel" lässt sich davon herleiten, dass die Reife mit der beginnenden Roggen("Korn")ernte zusammenfällt. Die Bezeichnungen Johannisapfel, Jakobiapfel, Augustapfel oder Sommerscheibe weisen auf die frühe Reife dieser Sorte hin. Jörgapfel ist zudem eine gängige Bezeichnung im Hofer Umland.

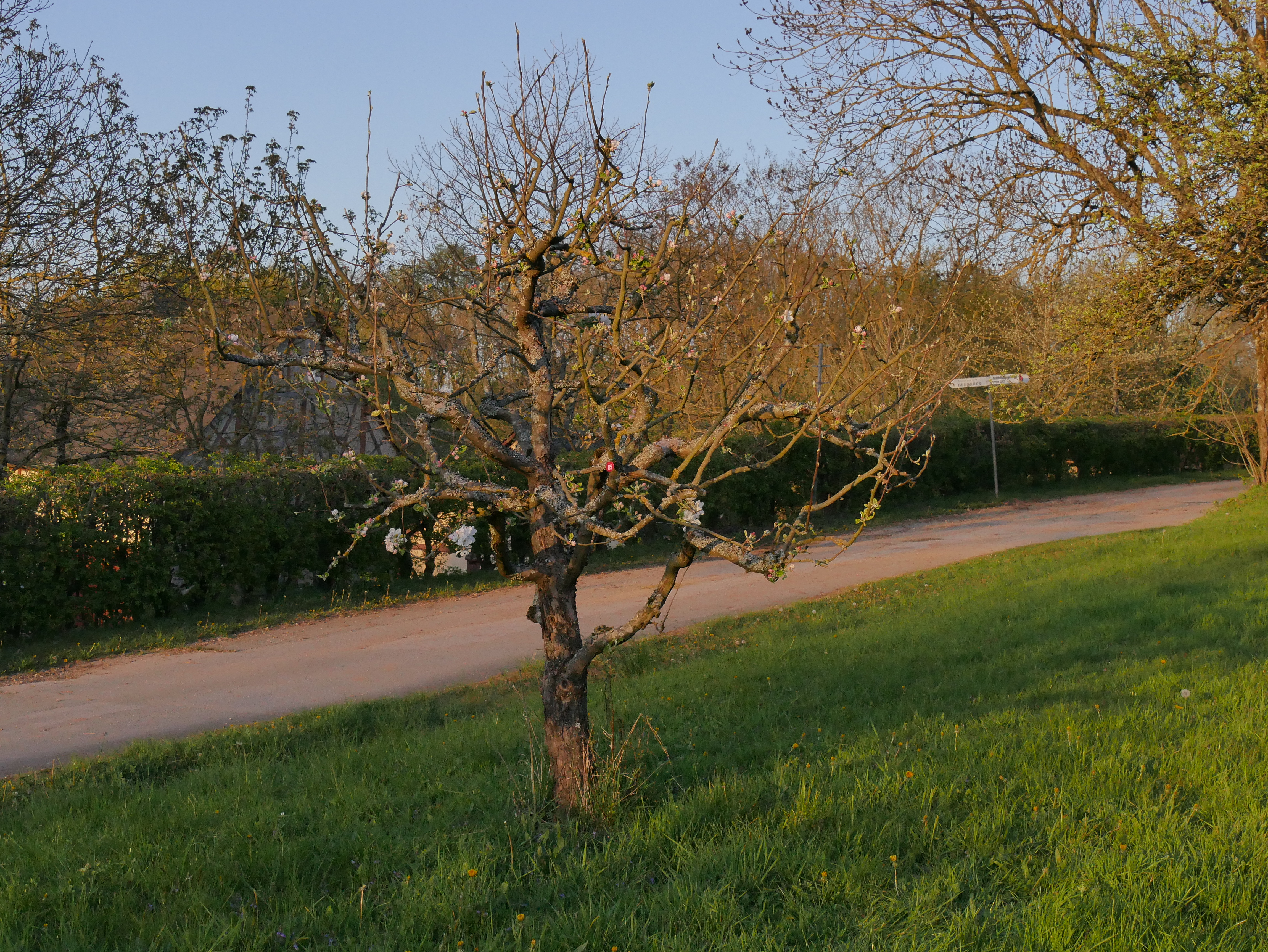
Ganzer Baum
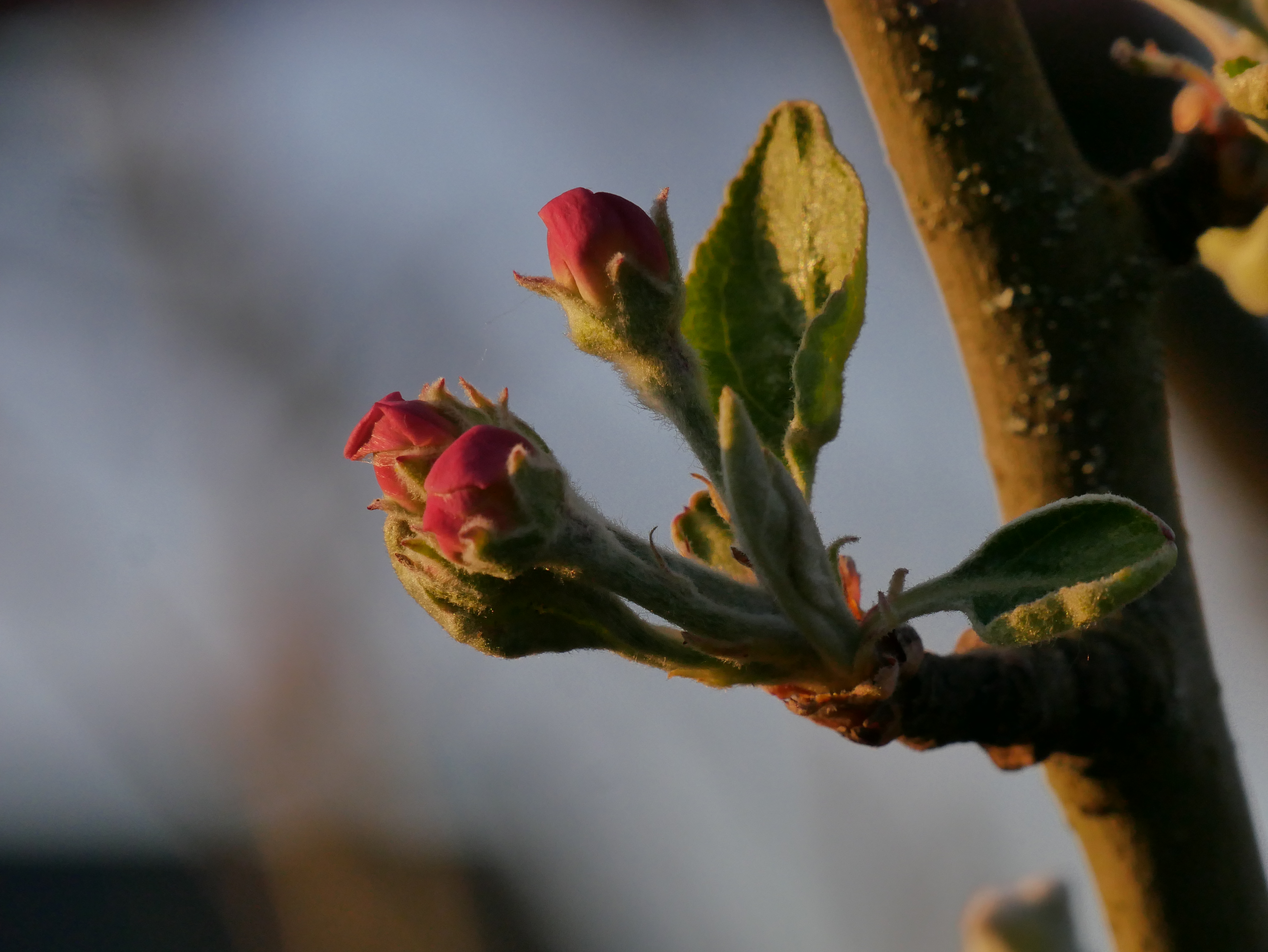
Knospe
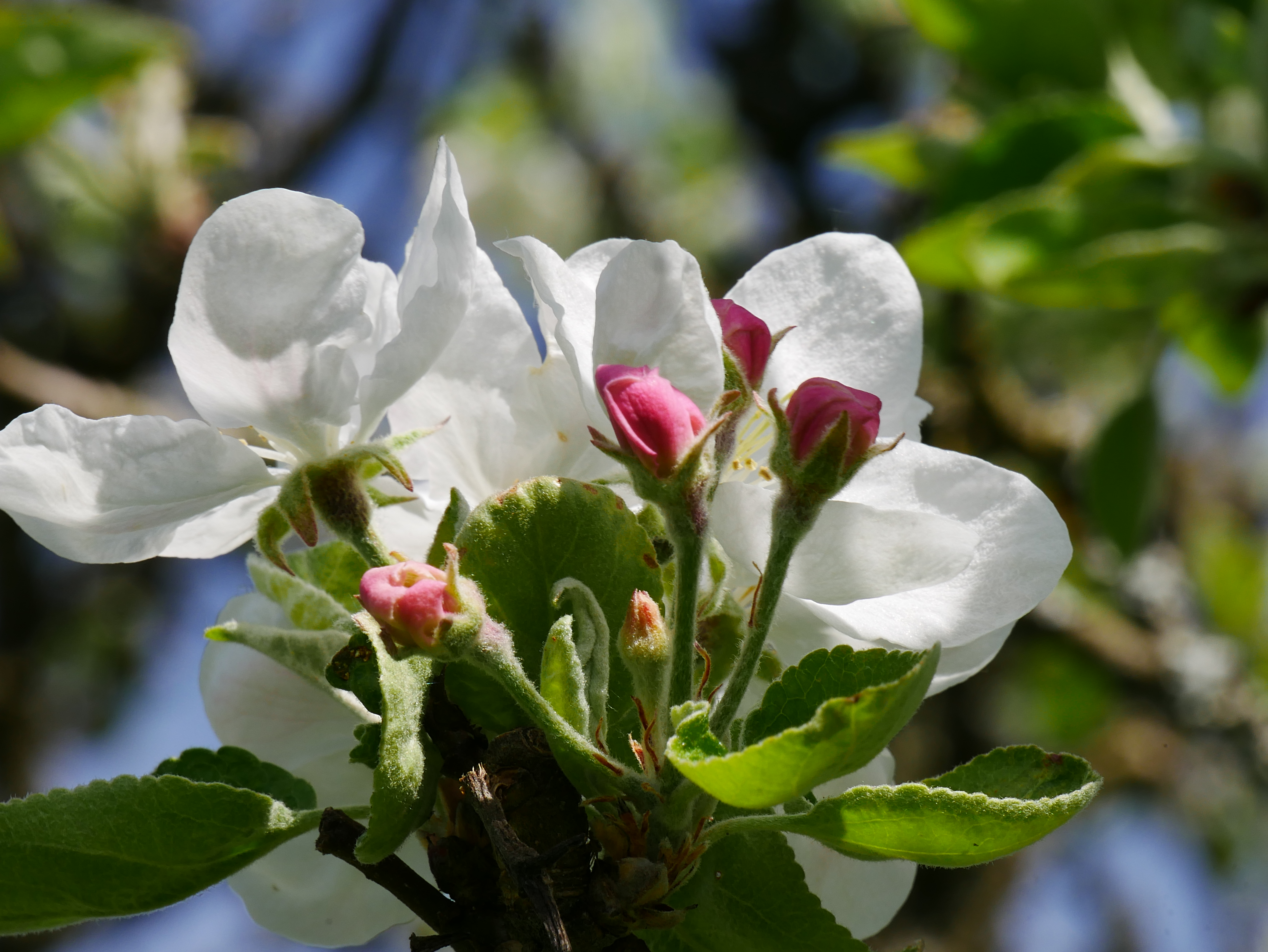
Blütenstand
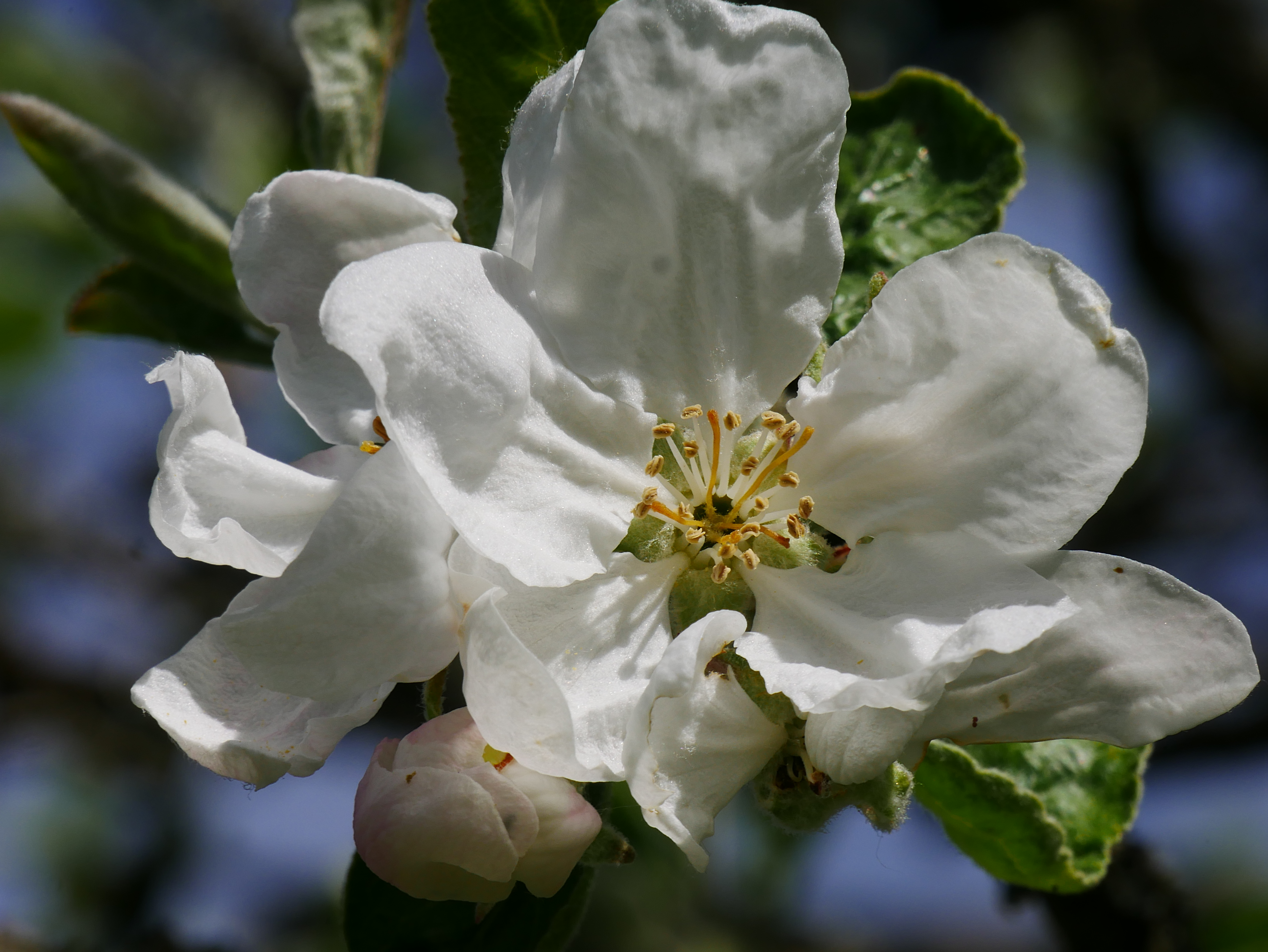
Einzelblüte
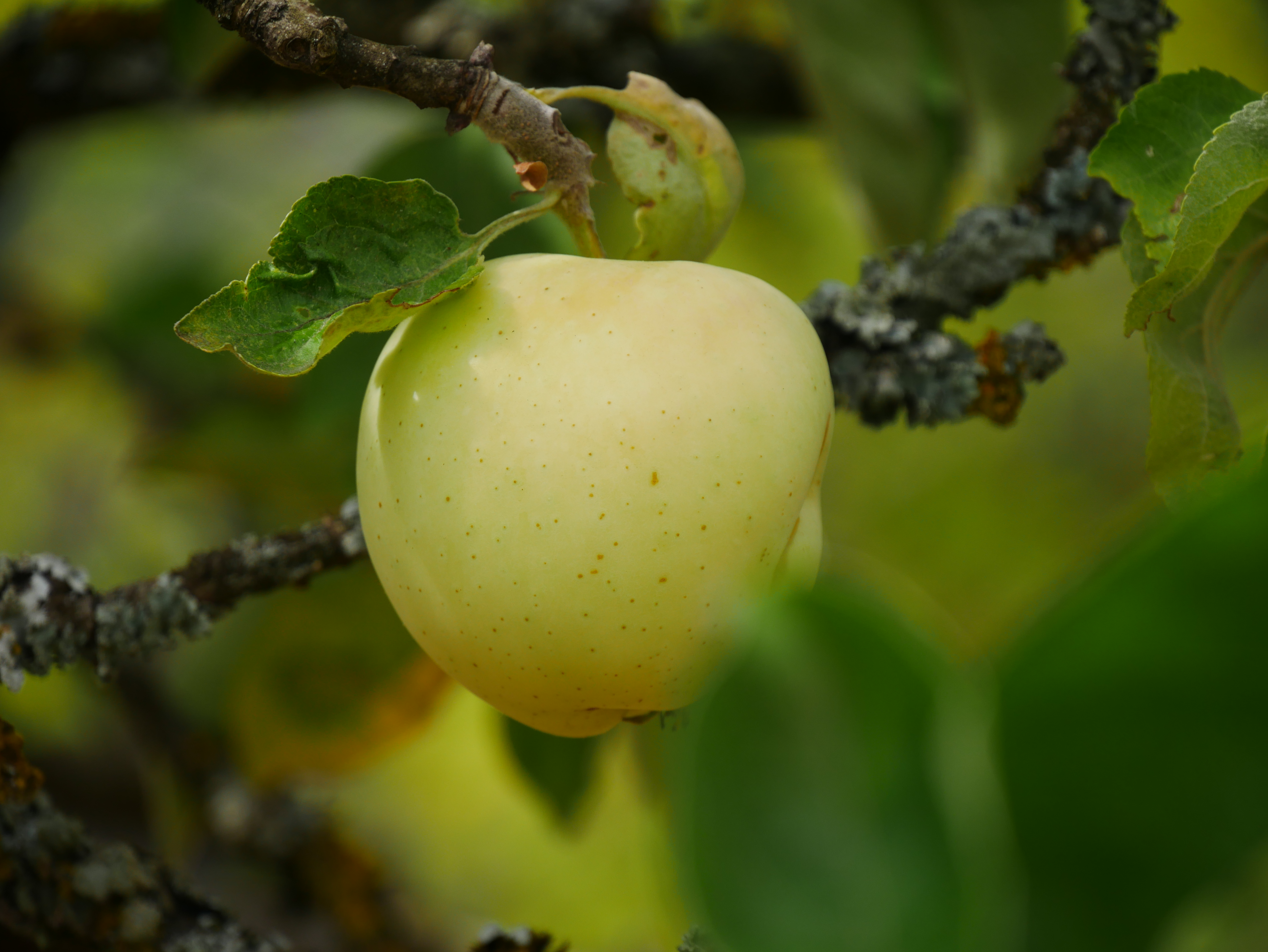
Apfel am Baum

## Ähnliche Sorten
Die Sorte Transparent ähnelt dem Klarapfel stark. Manche Quellen nennen sowohl weißer Transparent als auch Yellow Transparent als Synonym zum Klarapfel, andere nennen Yellow Transparent als separate Sorte.